# Благой Блангев
Благой Блангев е бивш български футболист, защитник. Играл е за Ботев (Пловдив) (1978 – 1988) и Хасково (1988 – 1991). С отобра на „Ботев“ става шампион на България за юноши-старша възраст през 1976 г. Има 225 мача и 6 гола в А група (204 мача с 5 гола за Ботев и 21 мача с 1 гол за Хасково). С „жълто-черния“ екип е носител на Купата на Съветската армия през 1981, вицешампион през 1986, бронзов медалист през 1981, 1983, 1985, 1987 и 1988 и финалист за Купата на НРБ през 1984 г. Има 12 мача и 2 гола за А националния отбор (1981 – 1987). „Майстор на спорта“ от 1981 г. За Ботев има 16 мача в евротурнирите (2 за КЕШ, 6 за КНК и 8 за купата на УЕФА). Автор е на един от най-бързите голове в историята на А група за Ботев (Пд) срещу Локомотив (Сф) в първия кръг на сезон 1980/81 г., отбелязва го в 11 секунда.